# 新米婦警キルコさん
『新米婦警キルコさん』（しんまいふけいキルコさん）は、平方昌宏による日本の漫画。『週刊少年ジャンプ』（集英社）において、2012年51号から2013年25号まで連載された。全25話（第25話は単行本描き下ろし）。
2013年8月、『ジャンプLIVE』（集英社）において『帰ってきたっ! 新米婦警キルコさん』が連載。
房総の辺境に赴任してきた新米婦警・音無キルコが繰り広げるポリスギャグアクション。

## あらすじ
房総半島の辺境にある埋め立て地、流島（ながしま）（なぜか千葉県警ではなく警視庁の管轄）。ここはバブル崩壊で空港建設が中止になり、ほぼゴーストタウンと化している。署長と安錠の2人だけしかいなかった鱧川警察署・流島分署に、新人婦警が配属されて来た。それが元傭兵の「音無キルコ」であった。

## 登場人物

### 流島分署
音無キルコ（おとなし キルコ）
田舎の警察署・流島分署に配属された19歳の新米婦警。特殊部隊「ファントム」の隊長を務めた元傭兵で、「隻眼の山猫（ワン・アイズ・クーガー）」と呼ばれ恐れられていた。
明るい緑色の髪と左目の眼帯が特徴。左目の眼帯は髪の毛で隠れている。巨乳の持ち主。
物心がついた頃から傭兵生活を送っていたため、日常的な常識が乏しく、しばしば暴走しトラブルの原因になる。長年の相棒だという2本のトンファブレイドを常に持ち歩き、グレネードを使用する事もある。
性格は基本的に真面目で正義感が強い。常人離れした身体能力を持ち、犯人を病院送りにしてしまったり、街を破壊するなど暴走しトラブルを起こす。身体は異常なほどに頑丈で、本気を出すと道路を衝撃波で抉り取るほどの怪力。調子に乗りやすいが打たれ弱い。お化けや幽霊も苦手。
過疎化した町を、日本の最前線で自分の腕を生かせる大舞台と信じてやって来た。警官になった理由は「やさしい婦警さんになってカワイイ制服を着たりしたかった」とのこと。精神年齢が近いからか子供たちからはよく懐かれ、一緒に遊ぶことも多い。よく女子力10倍メロンパンを食べる。
安錠 春樹（あんじょう はるき）
流島分署所属の警官（巡査）。キルコの先輩。
悪知恵が働き思考はむしろ犯罪者。同僚婦警にセクハラし過ぎたことが原因で流島分署に飛ばされた。基本的にはダメ人間だが他者を助けるために率先して動いてしまう一面があり、キルコからも信頼される。
エロ本を仕事用デスクに保存したり、下着泥棒を「同類」と呼ぶなど筋金入りの変態で、キルコから冷たい視線を浴びることもある。「巨乳」であると聞いてキルコの教育係に志願し、彼女の直接の上司として毎回トラブルの後始末をさせられる。
筒井巻十郎（つつい かんじゅうろう）
流島分署の署長。キルコと安錠の上司。
趣味は競馬。フランクでマイペースな優男だが、キルコの全責任を安錠が負うように仕向ける策士めいた部分がある。その立ち位置から分署内メンバーのまとめ役になることが多い。
撃鉄 知秋 （うちがね ちあき）
密輸犯を追って流島分署に来る特務捜査官。スレンダーな体型の女性。
長い黒髪と眼鏡が特徴。色事に関するものを非常に嫌っており、真面目で潔癖症かつ堅物。綿密な作戦を練り、部下を纏める頭脳派タイプ。エリート意識が強く、自分の作戦には絶対的な自信を持つ。キルコらに対して高飛車な態度をとり、安錠を「ゲス」と呼ぶ。スタイルは良いが貧乳。
キルコと安錠に手柄を取られ、バレットと共に流島分署へ左遷される。
バレット・ホーク
知秋と一緒にやってきた捜査官。サングラスをかけたガタイのいい大男。キルコの元傭兵仲間。読切「DOUBLEBULLET」からのスピンオフキャラクター。
強面な外見に反して、礼儀正しく心優しい人物。拳銃の扱いに長け、上司である智秋には絶対的な信頼を置く。
傭兵時代はキルコの副官だった。キルコに比べ常識人だが、彼女に対して異常なまでに過保護で、「キルコが警戒心をなくし戦場での感覚を忘れては困る」と、ときに暴走してしまう。当のキルコからも鬱陶しがられている節がある。

### 「ファントム」関係者
ファントム・コールマン
特殊傭兵部隊「ファントム」の設立者であり元隊長。
戦死した相棒の娘であったキルコを預かり、部隊で12年間育て、立派な兵士となった彼女に隊長の座と実父のナイフを託して部隊を抜けた。用心棒をしているカジノ船で再会し、キルコ達を襲撃した。
ジン・スミス
リバティプライスカンパニーの代表取締役。
キルコの観察を目的にライ・メイの二人を連れて流島へ観光に来た。実はテーマパーク建設を隠れ蓑に流島で違法カジノ開設と武器密売を計画していた。
ライ・クーパー
メイの兄。目つきは悪いが、性格は割と普通の男の子である。事件解決のあと安錠の家にメイと共に居候する。得物は二振りの剣。
メイ・クーパー
ライの妹。カンナ以上にひねくれた性格。怒ったキルコと対等にキャッチボールをするなど、尋常ではない身体能力を持つ。事件解決のあと安錠の家にライと共に居候することになる。得物は二挺のガトリング・ガン。

### その他の人物
美倉カンナ （みくら カンナ）
キルコが交通安全教室に行った小学校の生徒。理事長の娘。
キルコを泣かせるほど生意気な性格。車に轢かれかけたのをキルコに助けてもらってからは仲良くなる。よくジン太くん（帽子をかぶった男の子）、獅子丸くん（モジャモジャ頭の男の子）と一緒に行動している。
鬼瓦 （おにがわら）
警視総監。キルコや筒井署長と面識があり、そのろくでもない振る舞いに悩まされたらしい。
タマル
キルコの父。ファントム・コールマンの親友だったが、初陣でファントムを庇って戦死。
同作者の読み切り「DOUBLEBULLET」にも登場。バレット・ホークとコンビを組んでいた。
音無トウコ
キルコの母。夫・タマルに先立たれ、自身も不治の病を患う。赤子であった娘・キルコを養育して貰う為、ファントムの部隊へ預けた。娘と同じく彼女も巨乳である。

## 用語
ケルベロくん
流島分署のマスコット。ケルベロスなので頭が3つある。「DOUBLEBULLET」から登場しており、こちらも警察署のマスコットキャラクターという設定。
オルトロちゃん
流島分署のマスコットで、ケルベロくんの彼女という設定。オルトロスなので首が2つある。試作段階で企画が流れたため、オルトロちゃんの存在はごくごく一部の人間しか知らない。
ファントム
かつてキルコやバレットが所属していた、雇われればどこにでもつく特殊傭兵部隊。ファントム・コールマンが設立。部隊の正体すら掴ませない事から「戦場の亡霊」と畏怖された。

## 書誌情報
- 平方昌宏 『新米婦警キルコさん』 集英社〈ジャンプ・コミックス〉、既刊3巻（2013年7月8日現在）
  1. 「その婦警・音無キルコ」2013年3月9日第1刷発行（3月4日発売[集 1]）、ISBN 978-4-08-870720-4
  2. 「ケルベロくんとサイクロ子ちゃん」2013年5月7日第1刷発行（5月2日発売[集 2]）、ISBN 978-4-08-870761-7
  3. 「さらば! 新米婦警キルコさん!!」2013年7月9日第1刷発行（7月4日発売[集 3]）、ISBN 978-4-08-870771-6